# Pirodex
Il pirodex è un tipo di esplosivo a medio potenziale ottenuto da una miscela di perclorato di potassio, zolfo e carbone. Di fatto si tratta di una specie di polvere nera nella quale è stato sostituito quasi il nitrato di potassio con il perclorato.

## Dosaggio e composizione chimica
Le dosi in percentuale volume, generalmente, sono:
- 75% perclorato di potassio (variabile in base al potassio nitrato aggiunto);
- 15% carbone di legna in polvere;
- 10% zolfo in polvere.

Il pirodex viene principalmente usato per fuochi d'artificio. Può rivelarsi pericoloso in tempi protratti ed in ambienti umidi per l'azione innescante che l'acido solforico, prodotto dallo zolfo in combinazione col vapore acqueo, o con l'umidità dell'aria stessa, sul perclorato di potassio / Clorato di potassio e per la combinazione stessa dei due prodotti che ne elevano molto la sensibilità sia ad urti che al calore, sfregamento. Questa composizione ha una velocità di detonazione di circa 4300-4500 m/s, il 30 - 35% inferiore al TNT il fattore di esplosività è = 0,5 - 0,6, leggermente più potente il Pirodal.

### Variante
Altra variante di questa composizione è il Pirodal.